# Kolejka trwa
 Kolejka trwa  
 Externer Weblink
- Kolejka trwa, europeana.eu.

Kolejka trwa (deutsch: Die Warteschlange setzt sich fort) ist ein Gemälde des polnischen Malers Andrzej Wróblewski aus dem Jahr 1956. Das 140 Zentimeter hohe und 200 Zentimeter breite, in Öl auf Leinwand ausgeführte Gemälde zeigt eine Stuhlreihe mit sitzenden Menschen in einem Wartezimmer. Es handelt sich um ein gegenständliches Bild, das sich in der Sammlung des Nationalmuseums Warschau befindet.
Das Sujet des Gemäldes ist eine Warteraumszene. Im Mittelgrund befindet sich eine von links nach rechts verlaufende Stuhlreihe mit Wartenden. Während am linken Rand nur die Beine des Sitzenden und am rechten Bildrand nur die Schulterpartie, sind die Figuren auf den drei mittleren Stühlen in ihrem gesamten Ausmaß dargestellt. Auf dem ersten vollständig sichtbaren Stuhl von links sitzt eine Mutter, die ihr Kind auf dem Schoß hält. Auf dem mittleren Stuhl sitzt ein älterer Mann, der seine Hände auf einem Gehstock abstützt. Der rechte Stuhl wird von einer älteren Frau in buckliger Haltung besetzt. Die Figuren nehmen den Bildraum fast in ganzer Höhe ein. Die Ausrichtung der Warteschlange in Zusammenhang mit dem auf der Tür im Bildhintergrund angebrachten Pfeil verleiht dem recht statischen Gemälde ein wenig Bewegung. Die Farben sind reduziert und kräftig, so etwa im Fall der pinken Wand im Hintergrund oder dem Türkis der Lehne des mittleren Stuhls.
Der Künstler Andrzej Wróblewski verstarb ein Jahr nach Fertigstellung des Gemäldes im Alter von nur 30 Jahren bei einem Unfall während einer Bergwanderung in den Karpaten. Er gilt als einer der bedeutendsten Vertreter der figurativen Malerei in Polen. Kolejka trwa mit dem relativ flachen Bildraum und den intensiven Farbflächen ist charakteristisch für sein Wirken. Kolejka trwa wurde im Jahr 1960 vom Warschauer Nationalmuseum erworben.